# Wybory prezydenckie w Skonfederowanych Stanach Ameryki w 1861 roku
Wybory prezydenckie w Stanach Skonfederowanych odbyły się 6 listopada 1861 r. i były jedynymi wyborami prezydenckimi, które odbyły się w ramach Stałej Konstytucji Skonfederowanych Stanów Ameryki. Jefferson Davis, który został wybrany na prezydenta, i Alexander H. Stephens, wybrany na wiceprezydenta, zgodnie z Konstytucją Tymczasową, zostali wybrani na sześcioletnie kadencje, które trwały od 22 lutego 1862 do 22 lutego 1868 roku. Kadencje wygasły 5 maja 1865 roku, gdy rząd Konfederacji rozwiązał się, a Davis i Stephens opuścili urzędy bez następców.

## Wyniki
Jefferson Davis wygrał w każdym stanie zdobywając wszystkie 109 głosów elektorskich oraz 97% głosów powszechnych w całym kraju. Reszta kandydatów dostała łącznie 3% głosów powszechnych w całych skonfederowanych stanach.